# Zero (manga)
Pour les articles homonymes, voir Zéro (homonymie).
Zero est un manga de Kei Tōme. Il s'agit de sa première série.

## Détails concernant sa publication
Publié en français aux éditions Taifu Comics  (ISBN 2350440311) en juin 2005, ce manga ne comporte qu'un seul volume et la série est finie. Il existe également en coffret avec le manga Déviances du même auteur  (ISBN 2351801172).
Au Japon, la série a été prépubliée dans le magazine Comic Burger des éditions Scholar entre février et avril 1995, à raison d'un chapitre par mois. Elle est ensuite sortie en volume relié le 27 avril 1995 chez Scholar, avant d'être rééditée en 1999 chez Sony, puis en 2002 chez Gentosha. Ces deux dernières éditions bénéficient d'une couverture différente de la première.

## Résumé
L'histoire commence lorsque Kugimachi pénètre dans la salle où se tient l'assemblée générale de son lycée. Il retrouve tous les participants morts d'asphyxie, à l'exception de Mao, celle qui les a tous tués. Retour 2 mois en arrière pour comprendre ce qui s'est passé. À cette époque-là, Mao était encore une lycéenne arrivée deux mois auparavant, après être sortie d'un centre pour mineurs délinquants (on raconte qu'elle aurait été mêlée à une affaire de blessure à l'arme blanche). Un peu marginale, elle avait néanmoins fini par se faire quelques amis. Mais Kugimachi les connaissait et les savait mêlés à des affaires louches. D'ailleurs, ils confièrent à Mao un travail douteux (consistant à jouer les livreurs pour des yakuza) et qui pouvait être dangereux pour eux. Malheureusement pour elle, la police la prit sur le fait et, en partie à cause de son passif, Mao fut renvoyée de l'école. Si aujourd'hui elle a tué tout le monde, c'est pour se venger de ce lycée qu'elle hait.
Ayant complètement barricadé le lycée, elle lance à la poursuite de Kugimachi deux petits robots trafiqués pour les transformer en armes mortelles. Celui-ci fuit alors dans les couloirs de l'établissement, où il retrouve Yashiro (un de ses camarades) puis Sakazume (la présidente de l'association des élèves). Ensemble, ils essaient d'échapper aux robots tueurs, mais Mao les observe via les caméras de surveillance et les robots sont coriaces. Yashiro puis Sakazume finissent par se faire tuer, et Kugimachi retrouve Mao dans une salle de classe. Décidée à mourir depuis le début, Mao se suicide avec le sabre dont s'était emparé Kugimachi, après avoir rouvert une des issues. Tandis que Kugimachi porte son cadavre à l'extérieur, le lycée explose derrière lui, achevant l'œuvre de destruction que Mao avait entreprise.